# Megan Hall
Megan Hall (Pietermaritzburg, 5 de março de 1974) é uma triatleta profissional sul-africana. 

## Carreira
Megan Hall competidora do ITU World Triathlon Series, disputou os Jogos de Atenas 2004, terminando em 36º.